# Harbour Light Memories
「Harbour Light Memories」（ハーバーライト・メモリーズ）は、河合奈保子の30枚目のシングルである。1988年7月21日に日本コロムビアよりリリースされた。EPの規格品番はAH-963、8cmCDは10CA-8059。

## 概要
表題曲「Harbour Light Memories」は「神戸ポートピアランド」のイメージソング。また、テレビ朝日「火曜スーパーワイド」で放送されたドラマ「西村京太郎トラベルミステリー・美人OL探偵と窓際刑事」のエンディングテーマとしても使用されていた。作詞を担当した公文健とは、阪急電鉄社長・会長、阪急ブレーブスのオーナー等を務めた小林公平が作詞をする際に用いたペンネームである。
阪急西宮球場で開催する阪急ブレーブスの主催試合ではこの曲のPRにマスコットのブレービー、勇太がダンスをしていた。
B面曲「GT天国」は、アルバム『Members Only』からのリカット。

## 収録曲
1. Harbour Light Memories
作詞: 公文健／作曲: 河合奈保子／編曲: 小林信吾
2. GT天国
作詞: 吉元由美／作曲: 河合奈保子／編曲: 高橋千治 & NATURAL